# Malecón de Chimbote

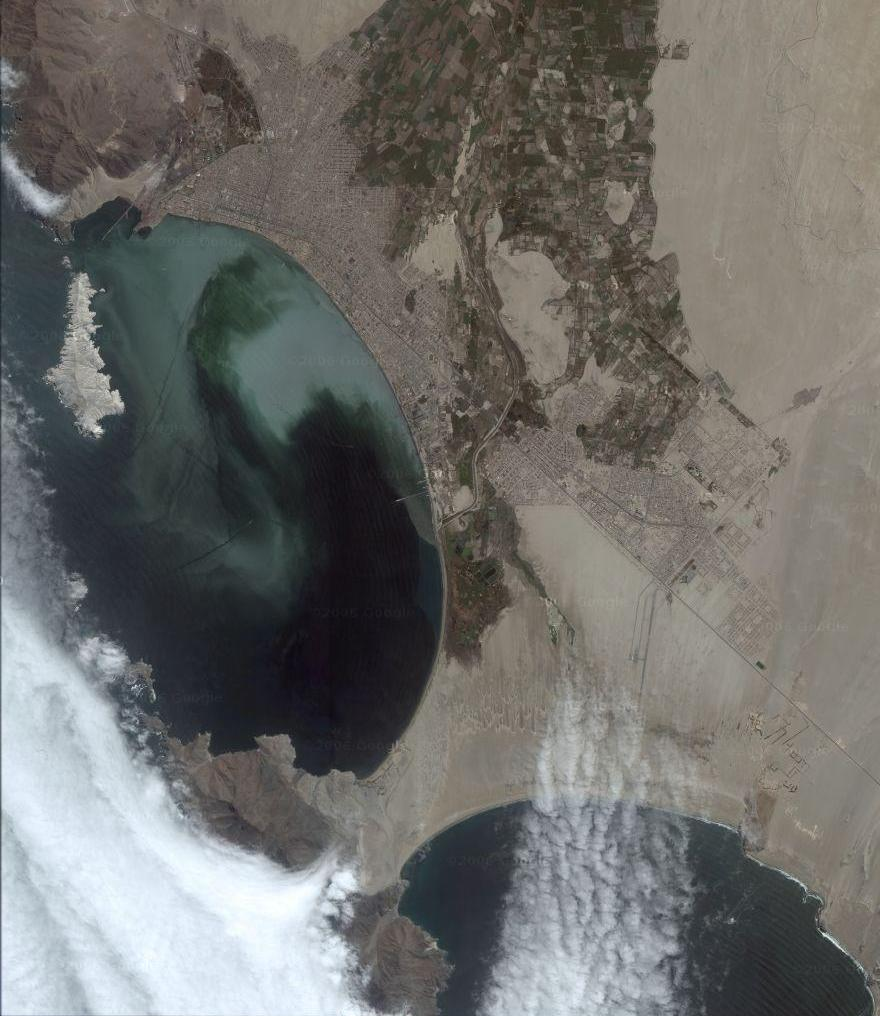
Fotografía satelital de Chimbote.

El Malecón de Chimbote se encuentra ubicado en la ciudad de Chimbote, Áncash, Perú, también es conocido como Malecón Grau y es uno de los atractivos más emblemáticos de esta ciudad desde hace muchísimos años atrás.

## Límites
Cuenta con una vista a la bahía de Chimbote que tiene forma de media luna. Al norte limita con el cerro de la Paz, por el sur con la península y por el oeste con la isla Blanca y el Ferrol.

## Problemáticas

#### Contaminación
Con el paso de los años, este atractivo turístico se ha visto debilitado por la constante contaminacióny la falta de mantenimiento, por ello, es necesario que las autoridades del gobierno local y regional ejecuten programas de mejoramiento de la infraestructura y mobiliario urbano, así como también, campañas de limpieza para recuperar el llamativo que caracteriza a este lugar.

## Oleajes anómalos
El Malecón Grau es un espacio abierto para todos los ciudadanos y turistas, pero en ciertas ocasiones se presentan oleajes anómalos, por lo que, en forma de prevención se le pide a la población que no se acerque esta zona y suele colocarse una cinta de peligro.